# Vergaderzaal van de Tweede Kamer

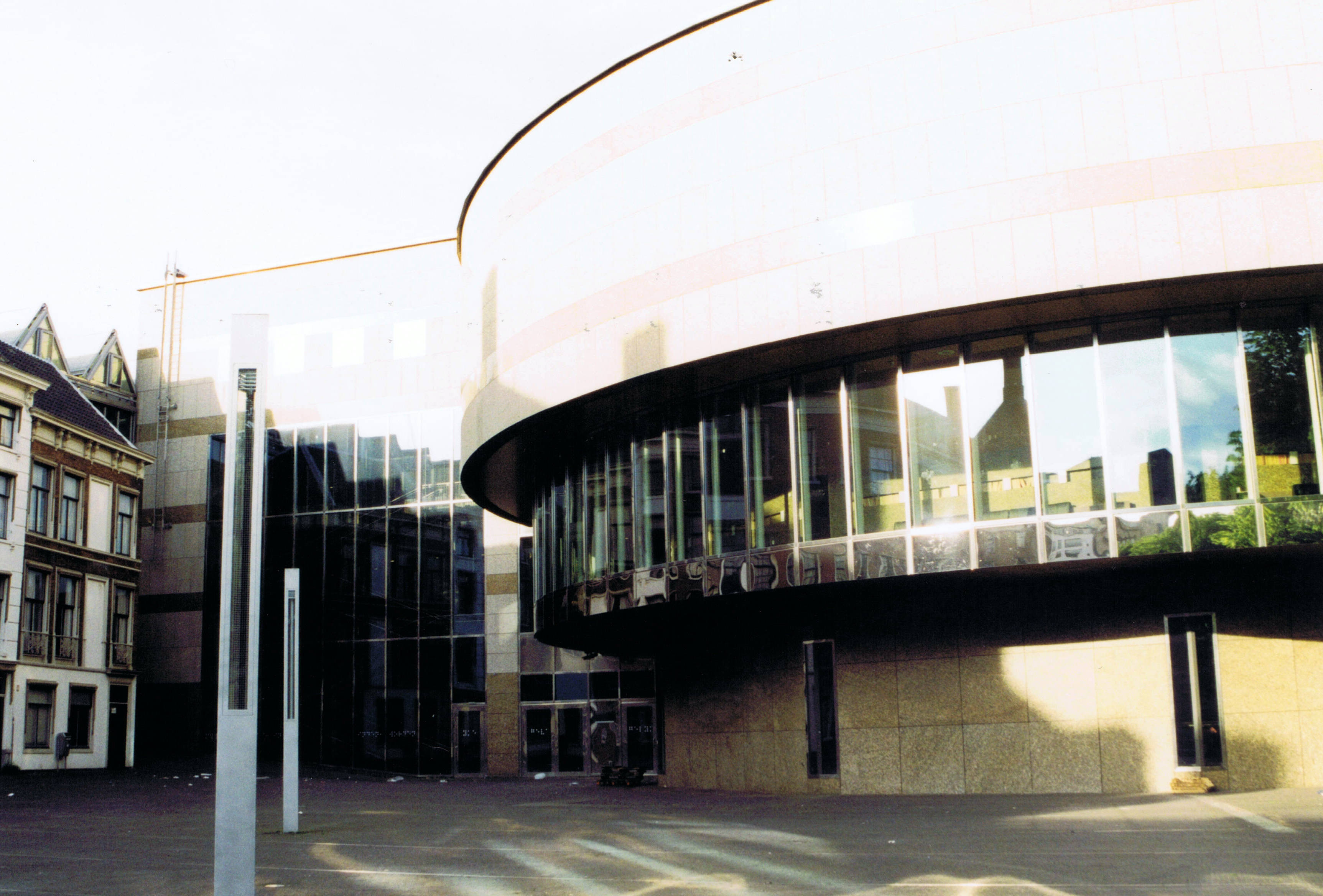
Buitenzijde van de plenaire zaal

De Vergaderzaal van de Tweede Kamer is een grote zaal in gebouwencomplex het Binnenhof in Den Haag, in welk complex het Nederlandse parlement is gevestigd. De zaal ligt op de eerste verdieping van de uitbreiding van de Tweede Kamer die in 1992 werd opgeleverd. Sinds 28 april 1992 worden daar alle plenaire vergaderingen gehouden van een belangrijk orgaan van de Nederlandse volksvertegenwoordiging, de Tweede Kamer. Voor 1992 werden deze gehouden in wat nu de Oude Zaal heet.
De plenaire zaal is ontworpen door architect Pi de Bruijn. De zaal heeft blauwe stoelen in de vorm van een tulp, het tapijt is groen als gras en het plafond heeft de blauwgrijze kleur van de Nederlandse lucht. De stoelen zijn opgesteld in de halfronde vorm van een Romeins-Grieks theater, als taartpunten gescheiden door looppaden naar de balie waar kan worden gesproken.
Voor de rechte wand staan twee grote bureaus, een voor onder andere de voorzitter en de griffier, de andere voor mensen uit de regering, bewindslieden, het zogenaamde vak K. Vak K is een speciaal gedeelte van de zaal waar bewindslieden plaatsnemen tijdens debatten. Daartussen bevindt zich het spreekgestoelte voor de volksvertegenwoordigers. Tevens zijn er vier camera's voor tv-uitzendingen. In de plenaire zaal kunnen aan een kleine tafel tussen de voorzitter, vak K en de interruptiemicrofoons maximaal vier medewerkers Verslag en Redactie zitten.

## Plaatsing parlementsleden
Als er algemene verkiezingen voor de Tweede Kamer zijn geweest en bekend is wie de nieuwe volksvertegenwoordigers zijn, wordt er door de griffie van de Tweede Kamer een plan gemaakt voor indeling van de zitplaatsen. Hier gaat het letterlijk om toedeling van de beschikbare stoelen aan personen. Daarvoor bestaan een aantal ongeschreven regels op grond van de gegroeide gewoonte.
Van de grootste partijen krijgen twee leden een stoel in de eerste rij, gezien vanuit de voorzitterstafel. De fractievoorzitters die niet vooraan zitten krijgen een plek aan de gangpaden, zodat ook zij snel naar de interruptiemicrofoon kunnen lopen. Mensen die bij dezelfde partij horen worden zoveel mogelijk bij elkaar gezet en de partijen worden volgens de politieke richting van links naar rechts in de "taartpunten" van de stoelengroepen geplaatst. Voor een idee van Caroline van der Plas (BBB), om iedereen door elkaar te plaatsen, naar het voorbeeld van IJsland, is onvoldoende draagkracht. Dan speelt een rol wie er in de zichtlijn zit van de voorzitterstafel (Vak K) en van de vaste camera's. Het plan wordt voorgelegd aan de voorzitters van de partijen en uitgevoerd zodra een grote meerderheid het daar mee eens is. 

## Kunstwerk
Tegen de achterwand van de plenaire zaal zijn door Ruud van de Wint tien kleurrijke schilderijen aangebracht, waarbij steeds twee schilderijen één geheel vormen doordat het ene schilderij doorloopt in een volgend deel. Per paneel zijn 17 tot 20 lagen olieverf aangebracht, waardoor een korrelachtige textuur is ontstaan. Het kunstwerk is onderdeel van de serie Het oog waarbij licht en donker centraal staan. Werk uit deze serie is ook te vinden in het stadhuis van Groningen.

## Trivia
- Lange tijd lagen er op de tafel van de griffier onder andere een bijbel en een koran. In 2015, op basis van een besluit van het presidium van de Kamer, zijn deze boeken verwijderd maar ze kunnen nog wel digitaal worden geraadpleegd met behulp van de aanwezige computers.[3]
- Sinds 2017 staat er een Nederlandse vlag in de vergaderzaal van de Tweede Kamer, dit op voorstel van de SGP en de PVV. Hun motie werd met een grote meerderheid aangenomen.[4]